# Systur
Systur, även kända som Sigga, Beta & Elin och tidigare Tripolia, är ett isländskt band bestående av systrarna Sigríður, Elísabet och Elín Eyþórsdóttir. De representerade Island i Eurovision Song Contest 2022 med låten "Með hækkandi sól" efter att ha vunnit Söngvakeppnin.

## Historia
Sigríður, Elísabet och Elín Eyþórsdóttir växte upp i Vesturbær och Grafarvogur i Reykjavík. Systrarna började sin musikaliska karriär 2011 som en del av bandet Sísý Ey, som de döpte efter sin mormor. Sísý Ey släppte sin debutsingel "Ain't Got Nobody" 2013. 2017 släppte de sin första singel som en trio, med titeln "Bounce from the Bottom". Utanför musiken är de transrättighetsaktivister, särskilt för transpersoner.
Den 5 februari 2022 tillkännagavs Sigga, Beta & Elín som en av de tio deltagarna som skulle tävla i den kommande upplagan av Söngvakeppnin, vilket var den Isländska uttagningen till Eurovision Song Contest 2022 i Turin. De framförde sitt bidrag "Með hækkandi sól" i den första semifinalen den 26 februari och gick vidare till finalen den 12 mars. De vann tävlingen blev därmed Islands representanter till tävlingen. Trion tävlade i den första semifinalen och kvalificerade sig vidare till finalen. De placerade sig på 23:e plats med 20 poäng.